# František Xaver Dušek
František Xaver Dušek (též Dussek i Duschek, pokřtěn jménem sv. Františka Xaverského; 8. prosince 1731 Chotěborky část obce Vilantice, okr. Trutnov – 12. února 1799 Praha) byl český hudební skladatel a pedagog, jeden z nejvýznamnějších cembalistů a klavíristů ve své době. Spolu se svou manželkou Josefínou hostil W. A. Mozarta při jeho pobytech v Praze.

## Život

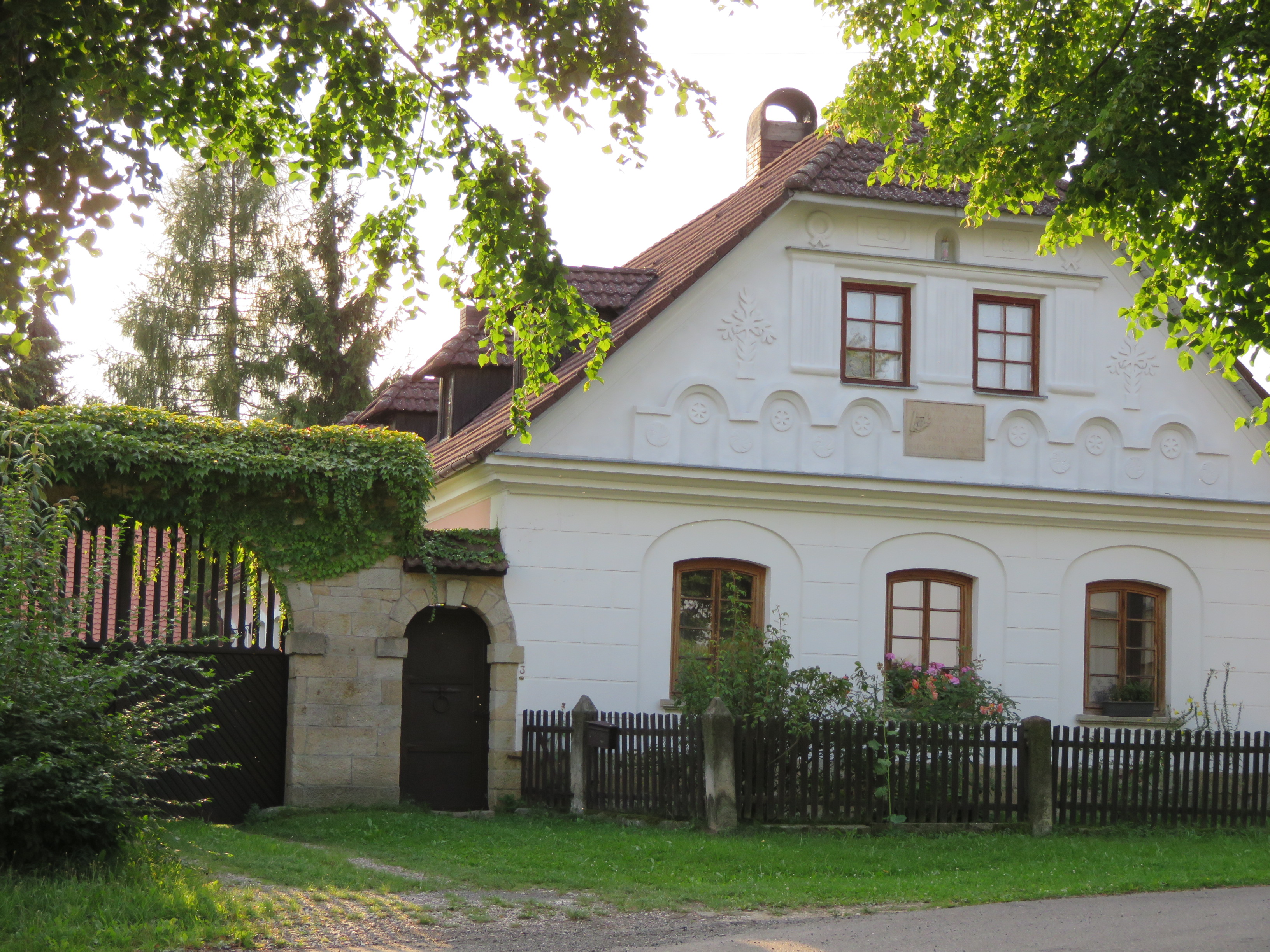
Duškův rodný dům v Chotěborkách

Otec Václav a matka Dorota, rozená Sobotková hospodařili na statku v Chotěborkách jako svobodníci na panství hraběte Jana Karla Šporka.   Hudební základy dostal u vesnického kantora Ulíka. Hrabě Špork si povšiml jeho nadání a umožnil mu studia na jezuitském gymnáziu v Hradci Králové. Studoval hudbu a připravoval se ke kněžskému povolání. Po těžkém úrazu, který mu způsobil trvalé fyzické postižení, musel z gymnázia odejít, ale s podporou hraběte se mohl dále věnovat hudbě. V roce 1748 odešel do Prahy, aby studoval skladbu a hru na varhany u Františka Habermanna. Studia dovršil ve Vídni u dvorního skladatele Georga Christopha Wagenseila, pod jehož dohledem během let 1751–1754 mistrovsky ovládl hru na cembalo a klavír.  Současně byl členem několika chrámových orchestrů. U Wagenseila se také poprvé setkal s W. A. Mozartem. O jeho dalším působení ve Vídni se nedochovaly přesnější informace. 

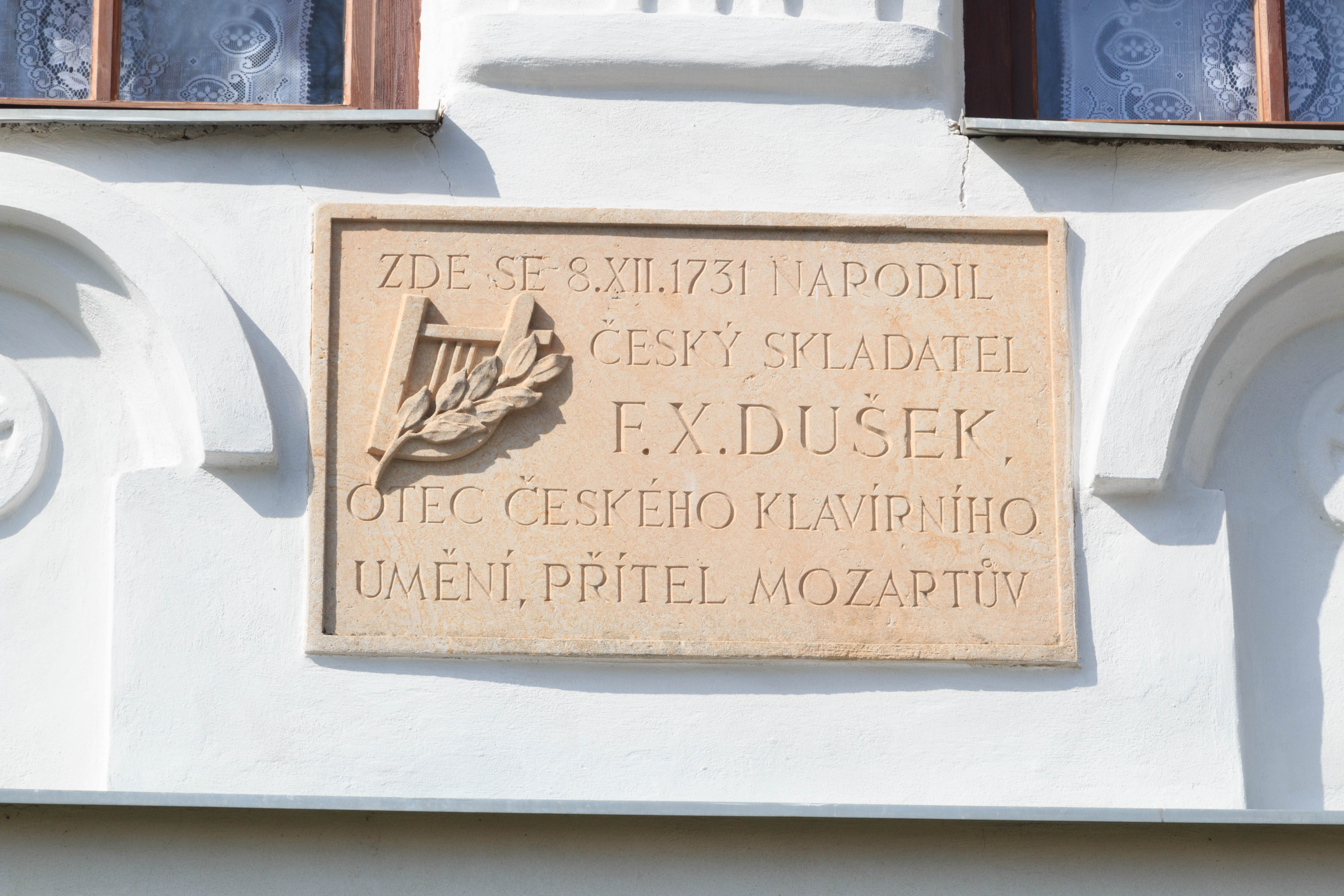
pamětní deska na rodném domě

Kolem roku 1770 se vrátil do Prahy a věnoval se pedagogické činnosti. Stal se zakladatelem první české klavírní školy a vyhledávaným pedagogem. Mezi jeho žáky patřili nejen přední šlechtici žijící v Praze, ale také nadaní studenti prostého původu, kterým mnohdy dával hodiny zdarma. Patřili mezi ně pozdější vynikající profesionální hudebníci, např. Leopold Koželuh, Vincenc Mašek a Jan Nepomuk Augustin Vitásek a také jeho budoucí manželka zpěvačka Josefina rozená Hambacherová, se kterou se oženil roku 1776.

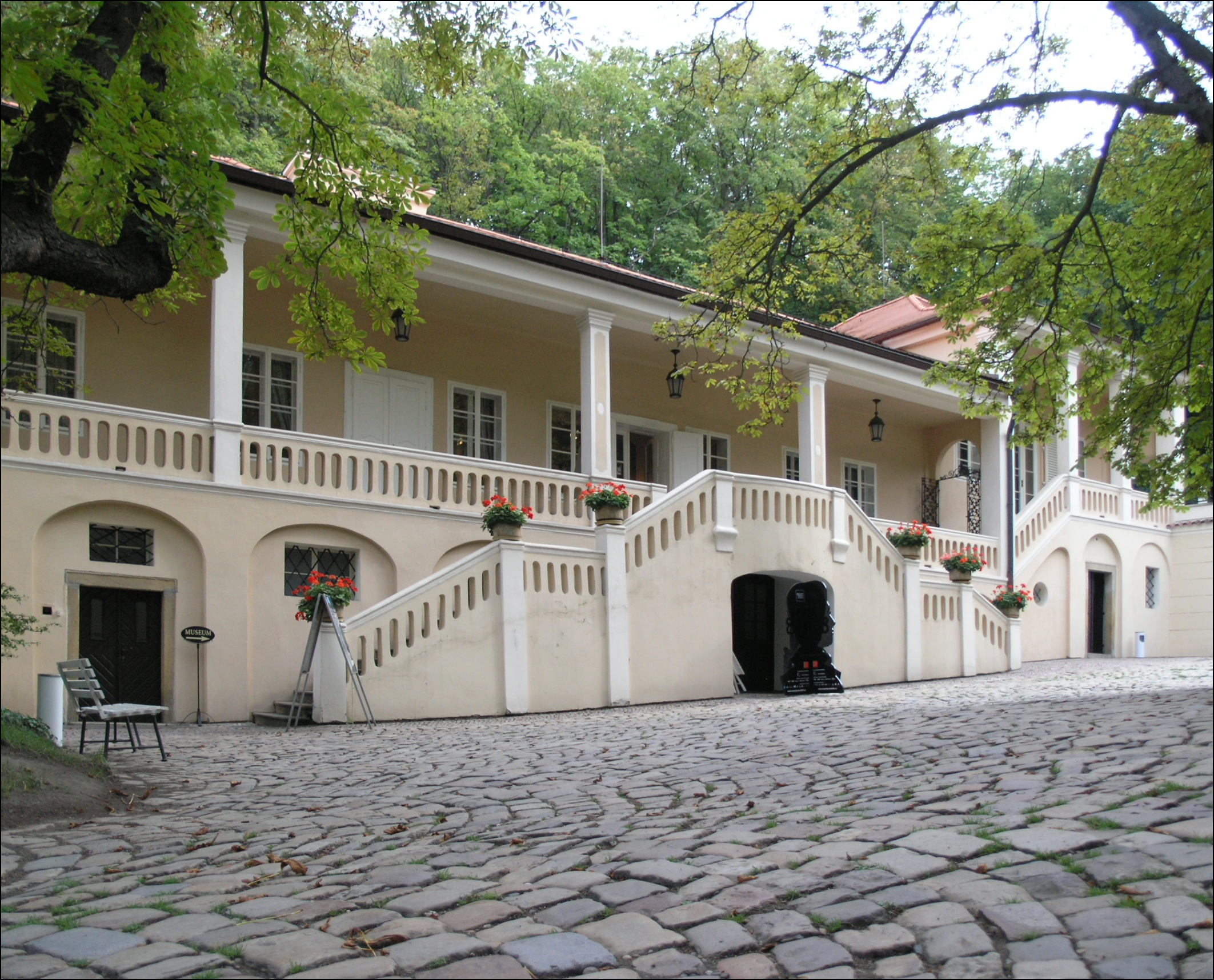
venkovská usedlost Bertramka

Josefína pocházela ze zámožné rodiny, byla o 23 let mladší než Dušek, ale jejich soužití bylo umělecky i lidsky pro oba přínosem. Získali si pro svou pohostinnost a osobní kouzlo pražskou společnost a ve svém domě na Malé Straně a zejména pak v letním sídle Bertramce vedli hudební salon na vysoké úrovni. Přijímali nadějné začínající umělce i slavné hudebníky, kteří zavítali do Prahy. Josefína Dušková vystupovala jako sopranistka na komorních koncertech v Praze, Vídni a dalších evropských městech a šlechtických sídlech. Manžel ji na cestách doprovázel, ale sám se veřejných produkcí mimo Prahu nezúčastňoval.  Vlastní koncerty, na kterých prezentoval své skladby, pořádal příležitostně ve svém pražském bytě, na Bertramce nebo rezidencích svých šlechtických přátel. Kompoziční činnost zaměřil na klavírní dílo sloužící pedagogickým účelům. 
V roce 1777 Duškovi navštívili příbuzné v Salcburku, kde se František Xaver opět setkal s W. A. Mozartem a od té doby s ním udržoval těsné osobní i umělecké kontakty. Na Bertramce pak Mozart zkomponoval větší část Dona Giovanniho (premiéra 28. října 1787) a slavnostní operu pro pražskou korunovaci císaře Leopolda La clemenza di Tito.
Stejně jako Mozart v roce 1785 v Rakousku, tak i Dušek vstoupil brzy do zednářské lóže a to do nejstarší pražské "U tří korunních hwězd a u poctiwosti w jitru Prahy". Členy této Lóže byl však také např. operní pěvec a šéf italské opery v Praze Pasqual Bondini, nebo skvělý varhaník Jan Křtitel Kuchař. Jak vyplývá z jejich nedávno objevené korespondence, operu Don Giovanni napsal Mozart vyloženě na objednávku a po lobbingu jmenovaných pražských hudebníků - zednářů. Všichni tito jmenovaní se pak také na představeních Mozartových oper v Praze přímo podíleli.
Navzdory vysoké vážnosti, jakou Dušek v pražské hudební obci požíval, byl konec jeho života poznamenán finančními problémy a zřejmě i nemocí. František Xaver Dušek zemřel roku 1799 v Lichtenštejnském paláci na Malostranském náměstí (dnes sídlo Akademie múzických umění) a je pochován na Malostranském hřbitově. Pražští hudebníci uspořádali slavnostní zádušní mši v chrámu sv. Mikuláše, kterou řídil Duškův žák Václav Vincenc Mašek. Josefína Dušková po manželově smrti Bertramku prodala a stáhla se z veřejného života.  Portrét Františka Xavera Duška se nedochoval.

## Dílo
Vynikl jako virtuos na cembalo i kladívkový klavír. Vysoce byla ceněna jeho interpretace Johanna Sebastiana Bacha i Philipa Emanuela Bacha.
Jeho skladby jsou ve vkusném mozartovském duchu a i když neznamenaly žádný zvrat ve vývoji hudby, poskytují radost a potěšení posluchačům i interpretům. V řadě skladeb nezapře český původ a romantický nádech předznamenává klavírní dílo Václava Jana Tomáška. Komorní a symfonická tvorba je syntézou vídeňského klasicismu (technické prvky) a Mannheimské školy naroubované na pražský (domácí) melodický typ (výrazovost). 
Těžiště jeho tvorby spočívá v dílech orchestrálních, komorních pro dechové a smyčcové nástroje a skladbách pro klavír a cembalo. Složil 37 symfonií, několik serenád, 36 dechových sextetů, 26 smyčcových kvartetů a okolo 23 smyčcových trií, 6 klavírních trií a mnoho dalších drobných skladeb. Jedinou autentickou vokální skladbou je 5 dětských písní ve sbírce 25 písní od V. V. Maška (1792).   Vzhledem k tomu, že archivy šlechtických rodin nejsou dosud zcela prozkoumány, lze očekávat, že tyto údaje nejsou konečné.
Spolupracoval se šlechtickými kapelami hraběte Pachty a hraběte Clam-Gallase, v jejichž hudebních archivech najdeme jeho skladby. Část klavírních děl má instruktivní charakter. Jeho skladby vycházely tiskem již za jeho života v Praze, Amsterodamu, ve Vídni a v Linci.